# Vokalisierung (Schrift)
Vokalisierung oder Vokalisation ist das Hinzufügen von Vokalzeichen zu einer Konsonantenschrift.
Die Schriften der semitischen Sprachen bestanden zunächst nur aus Zeichen für Konsonanten. Durch die in diesen Sprachen besonders ausgeprägte Wurzelflexion erfolgt die Bedeutungsänderung durch Änderungen der Vokale unter Beibehaltung der Konsonanten. Um die Texte eindeutiger lesbar zu machen, wurden ab dem Mittelalter Punkte und Striche über bzw. unter den Konsonanten zur Bezeichnung der Vokale eingeführt.

## Hebräische Schrift
Das hebräische Alphabet enthielt zunächst nur Zeichen für Konsonanten. Bereits lange vor den Masoreten wurden die Konsonantenzeichen Alef (für a), Waw (für o und u), Jod (für e und i) und He am Schluss (für a) als Mater lectionis für lange Vokale gebraucht. Die Verwendung ist jedoch unregelmäßig und es ist nicht mehr in jedem Fall eindeutig, ob ein Zeichen nun als Konsonant oder Vokal ausgesprochen werden soll. Die Vokalisation der hebräischen Schriften ging einher mit der Arbeit der Masoreten, die an einer möglichst präzisen Überlieferung der heiligen Texte arbeiteten. Daher wurden die Konsonanten durch Punktierung (Nikud) mit Vokalen ergänzt. Dies sind verschiedene Punkte und Striche, teils unter (infralinear), über (supralinear) oder in den Buchstaben der Quadratschrift.
Verschiedene Punktationssysteme, die teilweise voneinander abhängen, kamen zum Einsatz:
- das babylonische System (supralinear)
- das palästinische System (supralinear)
- das tiberiensische System (infralinear).

Letztlich setzte sich das tiberiensische System der Masoretenfamilie Ben Ascher durch.
Problematisch und teilweise bis heute strittig war die Wahl der Vokale, da die hebräische Sprache zum Zeitpunkt der Vokalisierung bereits hunderte von Jahren von der Sprache des Konsonantentextes entfernt war.
Das moderne Neuhebräisch (Ivrith) wird normalerweise unpunktiert geschrieben, verwendet jedoch die Nikud genannte Punktation hauptsächlich für Poesie sowie religiöse und Kinderliteratur.

## Arabische Schrift
Auch das arabische Alphabet enthielt zunächst nur Zeichen für Konsonanten, die sogar teilweise vom Schriftbild her identisch waren (siehe Geschichte der arabischen Schrift). Besonders für den Koran ergaben sich daraus viele äußerst störende Mehrdeutigkeiten bei der Interpretation.
Zunächst wurden die Halbkonsonanten Alif (für a), Wāw (für u), Yā' (für i) als Zeichen für die langen Vokale verwendet und das Hamza hinzugefügt, um die ursprüngliche konsonantische Aussprache (', w, j) zu kennzeichnen. Später wurden auch die kurzen Vokale durch ein System mit roten Punkten gekennzeichnet: ein Punkt oben = a, ein Punkt unten = i, ein Punkt auf der Linie = u, und doppelte Punkte kennzeichneten eine Nunation. Jedoch war dies sehr mühsam und leicht verwechselbar mit den diakritischen schwarzen Punkten zur Unterscheidung der Buchstaben. Daher wurde rund hundert Jahre später (im 7. Jahrhundert n.Ch.) das heutige System eingeführt.
Für die Kurzvokale im modernen Arabisch existieren verschiedene diakritische Zeichen für die Vokalisation, die im arabischen Taschkīl oder Harakāt genannt werden.